# P. Amaury Talbot

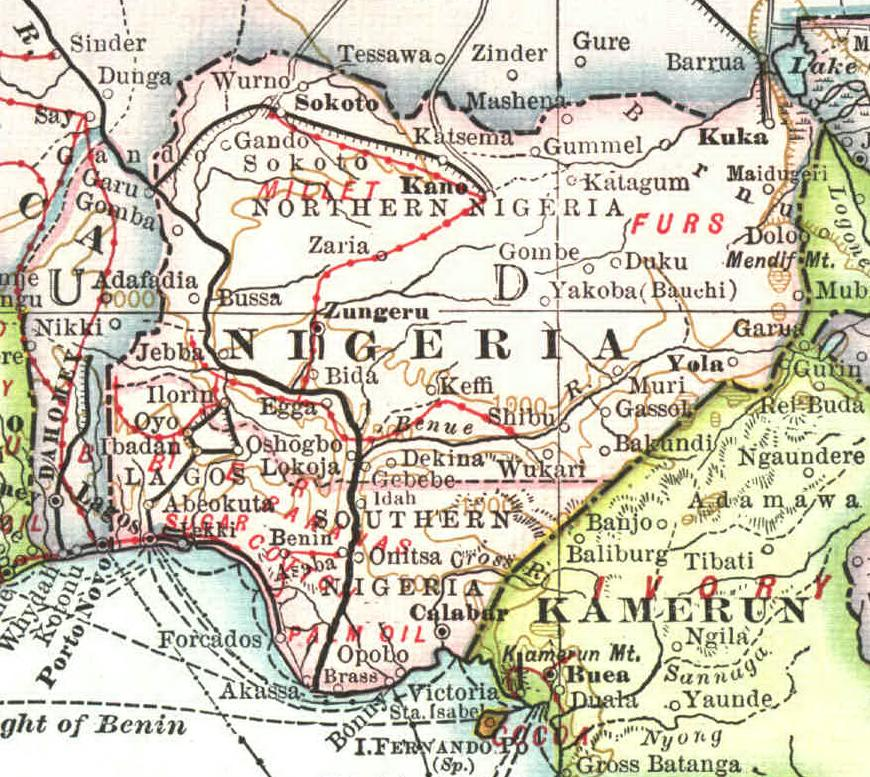
Karte von Nigeria 1909

Percy Amaury Talbot (* 26. Juni 1877; † 28. Dezember 1945 in Cheltenham) war ein vielseitig interessierter britischer Beamter, Botaniker, Anthropologe und Afrikaforscher. Er stand in Diensten des Nigerian Political Service.  

## Leben und Wirken
Percy Amaury Talbot reiste gemeinsam mit seiner Frau Dorothy Amaury Talbot (1871–1916) ausgiebig im Oban District von Southern Nigeria und einem Teil von Kamerun, um das Volk der Ekoi sowie die Naturgeschichte des Gebietes zu studieren. Das Werk In the Shadow of the Bush berichtet über Religion, den Geheimbund Egbo, Juju, Stellung der Frauen, Geburtsbräuche, Divination, Zauberei, Trauerzeremonien, Krieg, Regierung, Folklore usw. mit detaillierten Appendices über Tabus, Clubs, Anthropometrie, Orthographie, Grammatik, Vokabularien, Botanik, Zoologie, Mineralogie, Meteorologie und Geographie. Dieses Werk gilt als ethnographischer Klassiker.

## Ehrungen
Nach ihm und nach seiner Frau, Dorothy Amaury Talbot, sind benannt die Pflanzengattungen Amauriella Rendle aus der Familie der Aronstabgewächse (Araceae), Talbotia S.Moore aus der Familie der Akanthusgewächse (Acanthaceae) und Talbotiella Baker f. aus der Familie der Hülsenfrüchtler (Fabaceae).  Die Gattung Dorothea Wernham ehrt Dorothy Amaury Talbot.

## Werke
- In the Shadow of the Bush. London 1912.
- Tribes of the Niger Delta. London, (1932)
- Life in Southern Nigeria : the magic, beliefs and customs of the Ibibio tribe. London, 1923
- Catalogue of the plants collected by Mr. and Mrs. P. A. Talbot in the Oban district, South Nigeria. London [u. a.] : Brit. Museum, 1913
- Some Nigerian Fertility Cults. New impression. New York: Barnes & Noble 1967 (zuerst 1927)
- The Peoples of Southern Nigeria. A sketch of their History, Ethnology and Languages with an Abstract of the 1921 Census. London, F. Cass, 1969. 2 Bände. 2. Aufl.
- Talbot, P. Amaury / Mulhall, H.: The Physical Anthropology of Southern Nigeria. A Biometric Study in Statistical Method. Cambridge University Press 1962
- From the Gulf of Guinea to the Central Sudan. 1912.